# Curcuma wilcockii
Curcuma wilcockii ist eine erst 2012 beschriebene Art der Gattung Curcuma in der Familie Ingwergewächse (Zingiberaceae). Die Art ist nahe mit Kurkuma und Mangoingwer verwandt, sie ist bislang nur als Endemit Bangladeschs aus dem Distrikt Tangail, Division Dhaka und dem Distrikt Sylhet bekannt.

## Beschreibung
Curcuma wilcockii ist eine ausdauernde und krautige Pflanze, die 60 Zentimeter hoch wird. Die Rhizome sind klein, ohne horizontale Verzweigungen, im Inneren weiß und mit einem starken aromatischen Duft. Die sechs bis sieben wechselständig und zweireihig angeordneten Laubblätter sind in Blattscheide, Blattstiel und Blattspreite dreigeteilt. Die Blattscheiden sind grün und bilden einen Pseudostamm. Auf die 12 bis 16 Zentimeter langen Blattstiele folgen die einfachen Blattspreiten. Sie sind oval und spitz auslaufend mit einer Länge von 39 bis 43 und einer Breite von 13 bis 17 Zentimeter. Sie haben eine unbehaarte Oberfläche mit hervorstehenden Blattadern und sind durchgehend dunkelgrün.
Am Ende des Pseudostamms befindet sich die ein zylindrischer und ähriger Blütenstand mit 16 bis 20 Zentimeter Länge und acht bis neun Zentimeter Durchmesser. Die 60 bis 70 Tragblätter sind etwa 5,0 Zentimeter lang und 3,0 Zentimeter breit, langgestreckt eiförmig, leicht behaart und von hellgrüner Farbe mit einem rostfarbenen Anflug an den unteren Blättern.
Die Blüten sind zwittrig, zygomorph und dreizählig mit doppelter Blütenhülle. Die Kelchblätter sind weiß, behaart und 16 bis 17 Millimeter lang. Die drei orangegelben Kronblätter formen eine 3,0 bis 3,5 Zentimeter lange Kronröhre. Die drei cremeweißen Kronlappen sind dreieckig mit etwa 18 bis 19 Millimeter Länge und 8 bis 10 Millimeter Breite und abgerundeten Enden, der mittlere ist etwas größer und hat ein spitzes Ende. Das Labellum ist spatenförmig mit einem schnabelförmigen leicht behaarten Ende und orangegelber Farbe. Die orangegelben Staubblätter haben breite und flache Staubfäden und etwa 2,0 mal 3,0 Millimeter messende Staubbeutel ohne basale Sporne. Der unterständige, dreikammerige Fruchtknoten ist behaart, mit einer Größe von 2,0 mal 2,0 Millimeter. Die Blütezeit ist im August und September.
Curcuma wilcockii gehört in die gleiche Sektion Masantha wie ihre nahen Verwandten Kurkuma (Curcuma longa) und Mangoingwer (Curcuma amada). Von beiden Arten unterscheidet sie sich durch eine Reihe morphologischer Details, von denen die orangegelben Blüten, die fehlenden Sporne an den Basen der Fruchtknoten und die horizontal unverzweigten Rhizome die augenfälligsten sind.

## Verbreitung
Der Typenfundort von Curcuma wilcockii liegt im Madhupur Forest (24° 41′ 1,7″ N, 90° 6′ 52,9″ O) bei Rasulpur, Distrikt Tangail, Division Dhaka. Dort wurde die Art auf halbschattigem feuchtem Waldboden gefunden. Am Typenfundort wurde nur eine kleine Population nachgewiesen. Ein weiterer Fundort liegt in der Hügellandschaft Tamabil (25° 10′ 19,3″ N, 92° 5′ 25,5″ O) im Distrikt Sylhet.

## Gefährdung und Schutz
Im Rahmen der Erstbeschreibung nahmen die Autoren auch eine Gefährdungseinschätzung auf der Basis der von der IUCN 1994 veröffentlichten und mittlerweile veralteten Kriterien vor. Curcuma wilcockii ist bislang nur in geringer Zahl an zwei Fundorten entdeckt worden. Das kleine Verbreitungsgebiet und die geringe Zahl der Individuen würde nach Ansicht der Autoren eine Einstufung in die aktuelle Kategorie ungefährdet (LC - Least Concern) oder in die Vorwarnliste (NT - Near Threatened) rechtfertigen. Da die Habitatzerstörung die größte Bedrohung der Art darstellt ist der Schutz der Fundorte die wichtigste Maßnahme zu ihrem Erhalt. Darüber hinaus wird die Art im botanischen Garten der University of Chittagong gehalten und vermehrt.

## Systematik
Curcuma wilcockii steht mit Kurkuma, Mangoingwer und einer Reihe weiterer Arten in der Sektion Masantha der Gattung Curcuma. Die Gattung Curcuma ist mit mehr als 120 Arten in den süd- und südostasiatischen Tropen verbreitet, einige Arten werden kultiviert. Die Gattung gehört zur Unterfamilie Zingiberoideae in der  Familie Ingwergewächse (Zingiberaceae).

### Erstbeschreibung
Die Erstbeschreibung erfolgte 2012 durch die bangladeschischen Botaniker Mohammad Atiqur Rahman von der botanischen Fakultät der University of Chittagong und Mohammed Yusuf vom Bangladesh Council of Scientific and Industrial Research in Chittagong. Rahman und Yusuf hatten 1993 für die Flora of Bangladesh eine Reihe von Feldstudien zur vollständigen Erfassung der Ingwergewächse von Bangladesch durchgeführt. Dabei fanden sie drei noch nicht beschriebene Arten, Curcuma wilcockii aus dem Distrikt Tangail, Division Dhaka, Curcuma roxburghii aus dem Distrikt Rangamati, Division Chittagong und Curcuma wallichii aus dem Distrikt Moulvibazar, Division Sylhet, deren Rhizome sie im botanischen Garten der University of Chittagong anpflanzten. Der Holotyp ist ein im August 1993 von den Autoren der Erstbeschreibung am Typenfundort gesammeltes Exemplar. Er befindet sich in der Sammlung des Bangladesh Council of Scientific and Industrial Research in Chittagong. Mit dem Artnamen wilcockii wird der Botaniker Christopher C. Wilcock von der University of Aberdeen geehrt, für seine langjährige Mitarbeit an der Flora of Bangladesh und seine Beiträge zur Taxonomie und zur Erforschung der Biodiversität der bangladeschischen Flora.